# 3121 Las Vegas Residency
Tournées par Prince
Tàmar Presentation Tour
(2006) Earth Tour
(2007)
3121 Las Vegas Residency ou 3121 Tour est une tournée effectuée par Prince pour faire la promotion de son album 3121.

## Histoire
La tournée débute par une série de petit concerts dans de petites salles à travers l'Amérique. Dans un second temps, Prince enchaine sur une autre série mais en deux parties. La première se déroule au Rio Hotel & Casino un club qui vient d'ouvrir. En parallèle des concerts plus modeste au Jazz Cuisine Hôtel Rio & Casino, qui se situe dans la même salle. Et tout au long de la tournée, Prince en profite pour accomplir quelques concerts en Europe, dans les pays les plus importants et finit par une apparition en Suisse au Festival de Jazz.

## Liste des chansons
- Spirituality
- Johnny B. Goode (Reprise de Chuck Berry)
- Lolita
- Black Sweat
- Kiss
- Shhh
- Musicology (avec des extraits de "Tighten Up")
- Cream
- U Got the Look
- Joy in Repetition
- 17 Days (chanté par Twinz)
- 7 (contient des morceaux de Never Going Back Again et The Song of the Heart)
- Anotherloverholenyohead (avec des passages de Rock Lobster en instrumental)
- If I Was Your Girlfriend
- Pink Cashmere (Apparait aussi One Kiss at a Time)

Également
- Fury
- Purple Rain
- Let's Go Crazy

## Groupe
- Prince: chant ; guitare
- Joshua Dunham : basse
- Cora Coleman Dunham : batterie
- The Twinz : chant et danse
- Támar : chant et danse
- Morris Hayes : clavier
- DJ Rashida : DJ
- Renato Neto : clavier

## Dates des concerts
| #                  | Date              | Ville                 | Pays       | Salle                           | Audience |
| ------------------ | ----------------- | --------------------- | ---------- | ------------------------------- | -------- |
| États-Unis         |                   |                       |            |                                 |          |
| 1                  | 20 mars 2006      | Hollywood             | États-Unis | Tower Records                   | 200      |
| 2                  | 24 mars 2006      | Hollywood             | États-Unis | Hotel Roosevelt                 | 200      |
| 3                  | 6 mai 2006        | Hollywood             | États-Unis | Prince's House 3121             | 100      |
| 4                  | 27 mai 2006       | Las Vegas             | États-Unis | Empire Ballroom                 | 1 500    |
| 5                  | 28 mai 2006       | Las Vegas             | États-Unis | Empire Ballroom                 | 1 500    |
| 6                  | 16 juin 2006      | New York              | États-Unis | Good Morning America            | 20 000   |
| 7                  | 16 juin 2006      | New York              | États-Unis | Restaurant Butter               | 300      |
| 8                  | 27 juin 2006      | Los Angeles           | États-Unis | Hotel Bevery Hills              | 16 000   |
| 9                  | 4 août 2006       | Minneapolis           | États-Unis | Babalu                          | 100      |
| 10                 | 27 août 2006      | Hollywood             | États-Unis | Hotel Mondrian Asia De Cuba     | 425      |
| 11                 | 27 août 2006      | Los Angeles           | États-Unis | House of Blues                  | 1 500    |
| 12                 | 8 novembre 2006   | Las Vegas             | États-Unis | Rio All Suite Hotel and Casino  | 700      |
| 13                 | 10 novembre 2006  | Las Vegas             | États-Unis | Rio All Suite Hotel and Casino  | 700      |
| 14                 | 11 novembre 2006  | Las Vegas             | États-Unis | Rio All Suite Hotel and Casino  | 700      |
| 15                 | 12 novembre 2006  | Las Vegas             | États-Unis | Rio All Suite Hotel and Casino  | 700      |
| 16                 | 17 novembre 2006  | Las Vegas             | États-Unis | Rio All Suite Hotel and Casino  | 700      |
| 17                 | 18 novembre 2006  | Las Vegas             | États-Unis | Rio All Suite Hotel and Casino  | 700      |
| 18                 | 24 novembre 2006  | Las Vegas             | États-Unis | Rio All Suite Hotel and Casino  | 700      |
| 19                 | 25 novembre 2006  | Las Vegas             | États-Unis | Rio All Suite Hotel and Casino  | 700      |
| 20                 | 26 novembre 2006  | Las Vegas             | États-Unis | Rio All Suite Hotel and Casino  | 700      |
| 21                 | 1er décembre 2006 | Las Vegas             | États-Unis | Rio All Suite Hotel and Casino  | 700      |
| 22                 | 2 décembre 2006   | Las Vegas             | États-Unis | Rio All Suite Hotel and Casino  | 700      |
| 23                 | 3 décembre 2006   | Las Vegas             | États-Unis | Jazz Cuisine Rio Hotel & Casino | 100      |
| 24                 | 8 décembre 2006   | Las Vegas             | États-Unis | Rio All Suite Hotel and Casino  | 700      |
| 25                 | 9 décembre 2006   | Las Vegas             | États-Unis | Rio All Suite Hotel and Casino  | 700      |
| 26                 | 9 décembre 2006   | Las Vegas             | États-Unis | Jazz Cuisine Rio Hotel & Casino | 100      |
| 27                 | 10 décembre 2006  | Las Vegas             | États-Unis | Jazz Cuisine Rio Hotel & Casino | 100      |
| 28                 | 30 décembre 2006  | Las Vegas             | États-Unis | Rio All Suite Hotel and Casino  | 700      |
| 29                 | 30 décembre 2006  | Las Vegas             | États-Unis | Jazz Cuisine Rio Hotel & Casino | 100      |
| 30                 | 31 décembre 2006  | Las Vegas             | États-Unis | Rio All Suite Hotel and Casino  | 700      |
| 31                 | 31 décembre 2006  | Las Vegas             | États-Unis | Jazz Cuisine Rio Hotel & Casino | 100      |
| 32                 | 1er janvier 2007  | Las Vegas             | États-Unis | Jazz Cuisine Rio Hotel & Casino | 100      |
| 33                 | 5 janvier 2007    | Las Vegas             | États-Unis | Rio All Suite Hotel and Casino  | 700      |
| 34                 | 6 janvier 2007    | Las Vegas             | États-Unis | Rio All Suite Hotel and Casino  | 700      |
| 35                 | 12 janvier 2007   | Las Vegas             | États-Unis | Rio All Suite Hotel and Casino  | 700      |
| 36                 | 13 janvier 2007   | Las Vegas             | États-Unis | Rio All Suite Hotel and Casino  | 700      |
| 37                 | 13 janvier 2007   | Las Vegas             | États-Unis | Jazz Cuisine Rio Hotel & Casino | 100      |
| 38                 | 14 janvier 2007   | Las Vegas             | États-Unis | Jazz Cuisine Rio Hotel & Casino | 100      |
| 39                 | 19 janvier 2007   | Las Vegas             | États-Unis | Rio All Suite Hotel and Casino  | 700      |
| 40                 | 20 janvier 2007   | Las Vegas             | États-Unis | Rio All Suite Hotel and Casino  | 700      |
| 41                 | 20 janvier 2007   | Las Vegas             | États-Unis | Jazz Cuisine Rio Hotel & Casino | 100      |
| 42                 | 21 janvier 2007   | Las Vegas             | États-Unis | Jazz Cuisine Rio Hotel & Casino | 100      |
| 43                 | 26 janvier 2007   | Las Vegas             | États-Unis | Rio All Suite Hotel and Casino  | 700      |
| 44                 | 27 janvier 2007   | Las Vegas             | États-Unis | Rio All Suite Hotel and Casino  | 700      |
| 45                 | 27 janvier 2007   | Las Vegas             | États-Unis | Jazz Cuisine Rio Hotel & Casino | 100      |
| 46                 | 28 janvier 2007   | Las Vegas             | États-Unis | Jazz Cuisine Rio Hotel & Casino | 100      |
| 47                 | 31 janvier 2007   | Hollywood             | États-Unis | Hard Rock Live                  | 5 000    |
| 48                 | 4 février 2007    | Miami                 | États-Unis | Dolphins Stadium                | 74 512   |
| 49                 | 9 février 2007    | Las Vegas             | États-Unis | Rio All Suite Hotel and Casino  | 700      |
| 50                 | 10 février 2007   | Las Vegas             | États-Unis | Rio All Suite Hotel and Casino  | 700      |
| 51                 | 10 février 2007   | Las Vegas             | États-Unis | Jazz Cuisine Rio Hotel & Casino | 100      |
| 52                 | 11 février 2007   | Las Vegas             | États-Unis | Jazz Cuisine Rio Hotel & Casino | 100      |
| 53                 | 16 février 2007   | Las Vegas             | États-Unis | Rio All Suite Hotel and Casino  | 700      |
| 54                 | 17 février 2007   | Las Vegas             | États-Unis | Rio All Suite Hotel and Casino  | 700      |
| 55                 | 18 février 2007   | Las Vegas             | États-Unis | Rio All Suite Hotel and Casino  | 700      |
| 56                 | 18 février 2007   | Las Vegas             | États-Unis | Jazz Cuisine Rio Hotel & Casino | 100      |
| 57                 | 19 février 2007   | Las Vegas             | États-Unis | Jazz Cuisine Rio Hotel & Casino | 100      |
| 58                 | 23 février 2007   | Las Vegas             | États-Unis | Rio All Suite Hotel and Casino  | 700      |
| 59                 | 24 février 2007   | Las Vegas             | États-Unis | Rio All Suite Hotel and Casino  | 700      |
| 60                 | 24 février 2007   | Las Vegas             | États-Unis | Jazz Cuisine Rio Hotel & Casino | 100      |
| 61                 | 25 février 2007   | Las Vegas             | États-Unis | Jazz Cuisine Rio Hotel & Casino | 100      |
| 62                 | 9 mars 2007       | Las Vegas             | États-Unis | Rio All Suite Hotel and Casino  | 700      |
| 63                 | 10 mars 2007      | Las Vegas             | États-Unis | Rio All Suite Hotel and Casino  | 700      |
| 64                 | 11 mars 2007      | Las Vegas             | États-Unis | Jazz Cuisine Rio Hotel & Casino | 100      |
| 65                 | 16 mars 2007      | Las Vegas             | États-Unis | Rio All Suite Hotel and Casino  | 700      |
| 66                 | 17 mars 2007      | Las Vegas             | États-Unis | Rio All Suite Hotel and Casino  | 700      |
| 67                 | 18 mars 2007      | Las Vegas             | États-Unis | Jazz Cuisine Rio Hotel & Casino | 100      |
| 68                 | 19 mars 2007      | Las Vegas             | États-Unis | Jazz Cuisine Rio Hotel & Casino | 100      |
| 69                 | 23 mars 2007      | Las Vegas             | États-Unis | Rio All Suite Hotel and Casino  | 700      |
| 70                 | 24 mars 2007      | Las Vegas             | États-Unis | Rio All Suite Hotel and Casino  | 700      |
| 71                 | 24 mars 2007      | Las Vegas             | États-Unis | Jazz Cuisine Rio Hotel & Casino | 100      |
| 72                 | 25 mars 2007      | Las Vegas             | États-Unis | Jazz Cuisine Rio Hotel & Casino | 100      |
| 73                 | 30 mars 2007      | Las Vegas             | États-Unis | Rio All Suite Hotel and Casino  | 700      |
| 74                 | 31 mars 2007      | Las Vegas             | États-Unis | Rio All Suite Hotel and Casino  | 700      |
| 75                 | 31 mars 2007      | Las Vegas             | États-Unis | Jazz Cuisine Rio Hotel & Casino | 100      |
| 76                 | 1er avril 2007    | Las Vegas             | États-Unis | Jazz Cuisine Rio Hotel & Casino | 100      |
| 77                 | 13 avril 2007     | Las Vegas             | États-Unis | Rio All Suite Hotel and Casino  | 700      |
| 78                 | 14 avril 2007     | Las Vegas             | États-Unis | Rio All Suite Hotel and Casino  | 700      |
| 79                 | 15 avril 2007     | Las Vegas             | États-Unis | Jazz Cuisine Rio Hotel & Casino | 100      |
| 80                 | 20 avril 2007     | Las Vegas             | États-Unis | Rio All Suite Hotel and Casino  | 700      |
| 81                 | 21 avril 2007     | Las Vegas             | États-Unis | Rio All Suite Hotel and Casino  | 700      |
| 82                 | 22 avril 2007     | Las Vegas             | États-Unis | Jazz Cuisine Rio Hotel & Casino | 100      |
| 83                 | 27 avril 2007     | Las Vegas             | États-Unis | Rio All Suite Hotel and Casino  | 700      |
| 84                 | 28 avril 2007     | Las Vegas             | États-Unis | Rio All Suite Hotel and Casino  | 700      |
| 85                 | 29 avril 2007     | Las Vegas             | États-Unis | Jazz Cuisine Rio Hotel & Casino | 100      |
| 86                 | 19 mai 2007       | San Francisco         | États-Unis | Orpheum Theatre                 | 2 200    |
| 87                 | 1er juin 2007     | Pasadena              | États-Unis | Civic Auditorium                | 3 029    |
| 88                 | 1er juin 2007     | Hollywood             | États-Unis | Hotel Roosevelt                 | 200      |
| 89                 | 2 juin 2007       | Austin                | États-Unis | The Belmont                     | 300      |
| 90                 | 23 juin 2007      | Hollywood             | États-Unis | Hotel Roosevelt                 | 200      |
| 91                 | 24 juin 2007      | Hollywood             | États-Unis | Hotel Roosevelt                 | 200      |
| 92                 | 24 juin 2007      | Hollywood             | États-Unis | Hotel Roosevelt                 | 200      |
| 93                 | 29 juin 2007      | Hollywood             | États-Unis | Hotel Roosevelt                 | 200      |
| 94                 | 29 juin 2007      | Hollywood             | États-Unis | Hotel Roosevelt                 | 200      |
| 95                 | 30 juin 2007      | Hollywood             | États-Unis | Hotel Roosevelt                 | 200      |
| 96                 | 30 juin 2007      | Hollywood             | États-Unis | Hotel Roosevelt                 | 200      |
| 97                 | 7 juillet 2007    | Minneapolis           | États-Unis | Target Center                   | 20 000   |
| 98                 | 7 juillet 2007    | Minneapolis           | États-Unis | Macy's                          | 1 400    |
| 99                 | 7 juillet 2007    | Minneapolis           | États-Unis | First Avenue                    | 1 500    |
| 100                | 14 juillet 2007   | Hampton               | États-Unis | Ross School                     | 1 500    |
| Concerts Européens |                   |                       | États-Unis |                                 |          |
| 101                | 29 septembre 2006 | Milan                 | Italie     | Palazzo Alcione                 | 400      |
| 102                | 10 mai 2007       | Londres               | Angleterre | Camden Palace                   | 1 410    |
| 103                | 11 mai 2007       | Londres               | Angleterre | Marlborough House               | 1 200    |
| 104                | 17 juin 2007      | Saint-Jean-Cap-Ferrat | France     | Grand-Hotel Du Cap-Ferrat       | 350      |
| 105                | 16 juillet 2007   | Montreux              | Suisse     | Auditorium Stravinski           | 3 900    |
| 106                | 16 juillet 2007   | Montreux              | Suisse     | Jazz Café                       | 1 200    |

## Sources
- (en) 3121 Las Vegas Residency
- http://www.princefams.com/page.php?id=15